# Diplôme d’études approfondies
Das Diplôme d’études approfondies (DEA) ist ein französisches Hochschuldiplom des dritten Zyklus, das auch in anderen frankophonen Ländern und in Spanien bis zur Umstellung auf das Bologna-System existierte. Es wurde in Frankreich 1964 eingeführt und ist im Rahmen der Bolognareform weggefallen. Es wurde somit nicht durch den Masterabschluss ersetzt, sondern erfuhr vielmehr eine Neuauflage, indem die durch den Bologna-Prozess weggefallenen DEA-Studiengänge als aufbauende Master des zweiten Zyklus, als sogenannte Master de spécialisation à finalité recherche bzw. à finalité approfondie, fortgeführt wurden. Während das DESS (Diplôme d’études supérieures spécialisées) ein berufsbezogener postgradualer Hochschulabschluss ist, ist das Profil eines DEA im Unterschied zum DESS ein forschungsorientiertes Postgraduiertenstudium im frankophonen Sprachraum.
In Frankreich wurde das DEA nach der Maîtrise innerhalb eines Jahres erworben, bevor anschließend mit dem Doctorat, d. h. dem Promotionsstudium, begonnen wurde. Das DEA war eine Vorbereitung auf das Doctorat und galt als „erster Doktorgrad“. Es ist nicht mit einem Berufsdoktorat zu verwechseln, das den Abschluss eines grundständigen Studiums anstelle eines Diploms, Magisters o. ä. darstellt und dem zweiten Studienzyklus zuzuordnen ist.
Im französischsprachigen Teil Belgiens wurde das DEA nach der Licence erworben. Diese stellte den Universitätsabschluss nach einem Vollstudium dar, war also das Pendant zur französischen Maîtrise und entspricht einem Master-Abschluss nach der Bologna-Klassifikation. Das aufbauende und spezialisierende DEA-Studium dauerte ein bis zwei Jahre und qualifizierte für die Aufnahme eines Doctorat. Das Doctorat dauerte sodann mindestens drei, jedoch regulär vier Jahre und stellte umfangreichere und profundere Forschung dar, als sie für eine Promotion zur Erlangung eines Doktorgrades nach deutschen Maßstäben erforderlich war.
Wegen seines Forschungsstudiencharakters ist das DEA dem Niveau 8 des ISCED zuzuordnen: Doctoral or equivalent level. Das DEA erforderte das Verfassen einer Dissertation (Mémoire) mit originärer Forschung zu einem bislang nicht erforschten Thema von publizierbarer Qualität, die einen signifikanten Beitrag zum Wissen im jeweiligen Studiengebiet darstellt sowie die öffentliche mündliche Verteidigung (défense) dieser Dissertation vor einem Gremium von in der Regel mindestens drei Universitätsprofessoren. Zusätzlich dazu erforderte das DEA auch das Studium von Fächern basierend auf Universitätskursen (im Stundenumfang von mindestens 315 Zeitstunden in Belgien) zuzüglich weiter vertiefendem Selbststudium und das erfolgreiche Ablegen von jeweiligen Abschlussprüfungen in jedem einzelnen Fach.
Das DEA existierte und existiert teilweise noch immer, wie auch das DESS, in zahlreichen anderen Ländern, die ihr Bildungssystem am französischen orientierten. Dazu gehören beispielsweise Kanada (Québec), Belgien, Luxemburg, die Schweiz, der Libanon die Demokratische Republik Kongo sowie die nordafrikanischen Länder Algerien, Marokko und Tunesien. Das DEA kann nicht unmittelbar als Pendant zum britisch-amerikanischen Masterabschluss gesehen werden, da diese Masterabschlüsse sich vom Bildungsniveau und der Organisation der Studien her inhaltlich unterscheiden. Das DEA entspricht in Nordamerika einem Abschluss zwischen All but dissertation (ABD) bzw. PhD candidate und dem eigentlichen PhD, der dort vier bis fünf Jahre Forschungstätigkeit beansprucht.